# 페르시스 솔로
페르사투안 세파크볼라 인도네시아 수라카르타(인도네시아어: Persatuan Sepakbola Indonesia Surakarta), 약칭 페르시스 수라카르타(인도네시아어: PERSIS Surakarta)는 인도네시아의 축구 클럽으로, 수라카르타를 연고로 하고 있다. 현재 인도네시아의 최상위 리그인 리가 1에 참가하고 있다.
1923년 포르스텐란드셰 부트발 본트 (네덜란드어: Vorstenlandsche Voetbal Bond, 약칭 VVB)라는 이름으로 창단하였으며, 1935년에 현재 이름으로 변경되었다. 

## 선수 명단

### 현역
참고: FIFA 자격 규정에 따라 소속된 국가대표팀 국기를 표시합니다. 선수는 복수의 FIFA 비회원국 국적을 가지고 있을 수 있습니다.
| 번호 | 포지션 | 국적       | 이름          |
| ---- | ------ | ---------- | ------------- |
| 9    | FW     | 인도네시아 | 라마단 사난타 |
| 14   | MF     |            | 야마모토 쇼   |

| 번호 | 포지션 | 국적 | 이름     |
| ---- | ------ | ---- | -------- |
| 70   | DF     |      | 클레이턴 |